# Coleophora neviusiella
Coleophora neviusiella é uma espécie de mariposa do gênero Coleophora pertencente à família Coleophoridae.